# Гулак-Артемовський Петро Петрович
Петро́ Петро́вич Гула́к-Артемо́вський (16 (27) січня 1790, Городище, нині Черкаська область — 1 (13) жовтня 1865, Харків) — український письменник, науковець, перекладач, поет, байкар.

## Життєпис

Родовий герб Гулака-Артемовського «Лук»

Народився 16 (27) січня 1790 року в містечку Городищі Київської губернії (нині Черкаська область, Україна) в сім'ї священника. Не закінчивши академію, у 1813 році почав викладати в приватних пансіонах Бердичева, вчителював у будинках багатих польських поміщиків.
1817 року переїхав до Харкова та вступив до університету вільним слухачем словесного факультету, і тоді ж, завдяки заступництву попечителя Харківського навчального округу графа Потоцького, затверджений Радою університету лектором польської мови.
1820 року йому було доручено викладання також російської історії, географії та статистики.
1821 року склав кандидатський і магістерський іспити, захистив дисертацію на тему «О пользе истории вообще и преимущественно отечественной и о способе преподавания последней» і здобув ступінь магістра. Через два роки був обраний ад'юнктом російської історії та статистики, у 1825 році — екстраординарним; у 1828 році — ординарним професором. У 1831 і 1833 роках — секретар етико-політичного відділення, член училищного комітету при Харківському університеті. З 1841 р. до виходу у відставку в 1849 р. — ректор Харківського університету

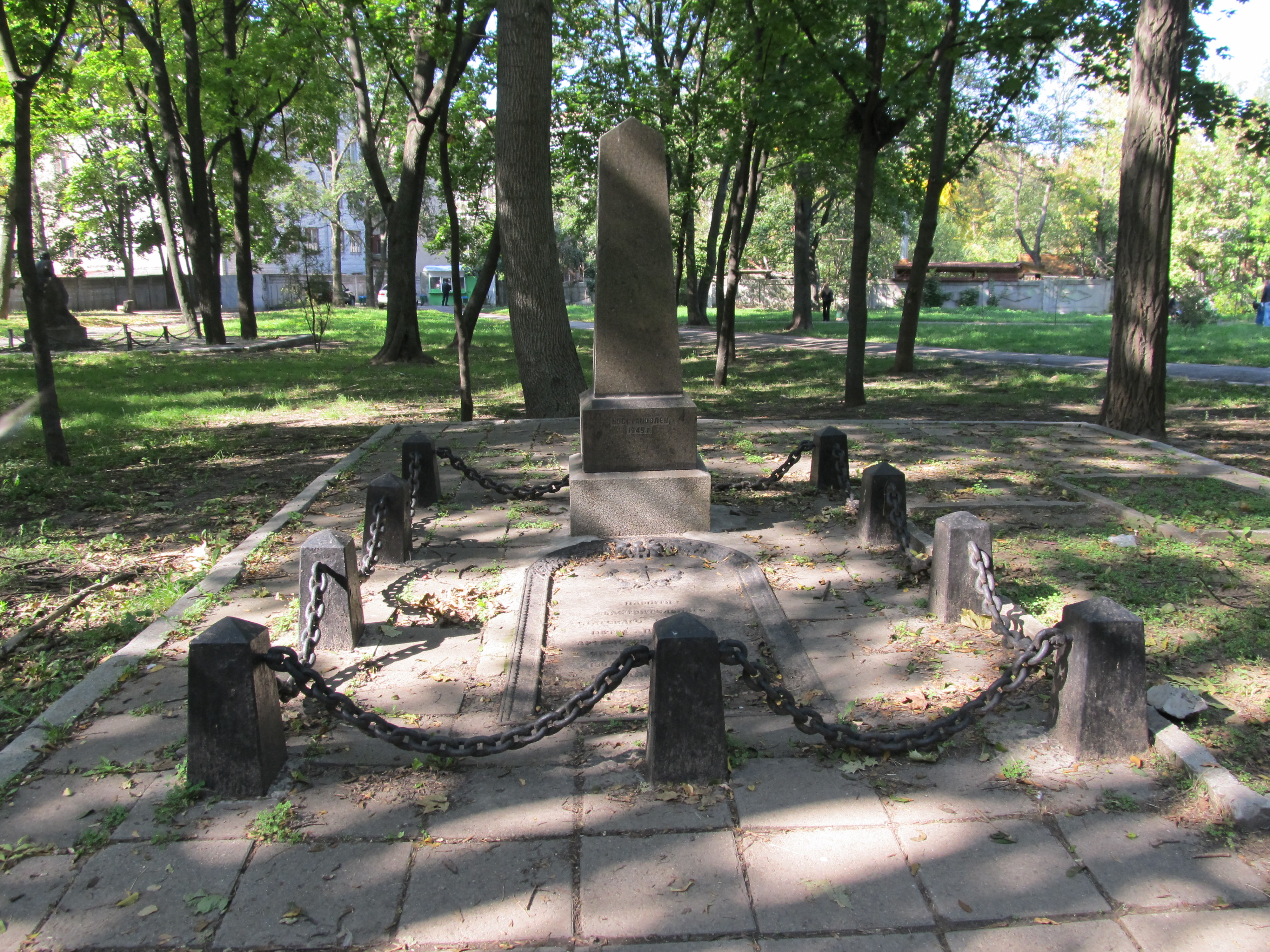
Могила Петра Гулака-Артемовського

1855 року обраний почесним членом Харківського університету. Крім того, з 1818 викладав французьку мову в Харківському і Полтавському інституті благородних дівчат, а з 1827 року також керував навчальною частиною Полтавського інституту шляхетних дівчат. Він належав до числа засновників «Українського журналу».
Був членом Московського товариства аматорів російської словесності, Королівського товариства друзів науки у Варшаві.
Помер Гулак-Артемовський 13 жовтня 1865 р., під час ранкового богослужіння. Похований у Харкові на першому міському кладовищі. Нині там Молодіжний парк.

## Творчість
До творчого доробку П. Гулака-Артемовського належать байки (байка-казка, байка-приказка), притчі, вірші, послання, балади. Гулак-Артемовський заклав основи нової байки, дав перші зразки романтичної балади, збагатив літературну мову, показав приклад майстерного віршування.
Перші поетичні спроби П. Гулака-Артемовського припадають на період перебування його в Київській академії та на Волині. 1813 року він здійснив пародійний переспів російською мовою у піднесено-патетичному тоні антиклерикальної поеми Буало «Налой» (він сам знищив текст 1826 року). Приблизно в той самий час він написав оригінальний вірш «Мудрость» (опубліковано в 1819 p.), позначений твердою впевненістю в мудрості й милості Провидіння.
1817 року почав друкуватися в журналі «Український вісник», де були опубліковані його переклади класиків світової літератури: Жана Жака Руссо, Джона Мільтона, Адама Міцкевича, Йоганна Вольфганга Гете, Горація та інших.
1818 р. — байка «Пан та собака» — найгостріший твір української літератури ХІХ століття. «Пан та Собака» («Украинский вестник»), написана на основі фабульної канви чотирирядкової байки І. Красіцького «Pan і Pies» та окремих епізодів іншого його твору — сатири «Pan niewart slugi». Ця «казка» Гулака-Артемовського відіграла помітну роль в розвитку жанру байки на Україні. Це була, по суті, перша українська літературна (віршова) байка, написана із свідомою орієнтацією поета на фольклор, на живу розмовну мову. Ідейний зміст співзвучний тогочасним прагненням проти кріпацтва, проти ставлення до кріпака, як до робочої худоби. В основі байки — соціальний конфлікт між Паном і кріпаком (в алегоричному образі собаки Рябка).
1819 р. — письменник опублікував в «Украинском вестнике» ще дві байки — «Солопій та Хівря, або Горох при дорозі» і «побрехеньку» «Тюхтій та Чванько».
1820 р. — цикл байок-«приказок»: «Дурень і Розумний», «Цікавий і Мовчун», «Лікар і Здоров'я» («першоджерело» — приповідки І. Красіцького).
У 1827 р. Гулак-Артемовський написав ще три байки — «Батько та Син», «Рибка», «Дві пташки в клітці». Цей, останній, цикл байок Гулака-Артемовського також пов'язаний з творчістю Красіцького.
Інтенсивне формування і зростання П. Гулака-Артемовського як письменника відбувається після переїзду до Харкова, де він одразу ж активно включається в культурне життя, основним осередком якого був університет, зав'язує дружні контакти з Г. Квіткою-Основ'яненком, Р. Гонорським, Є. Філомафітським та іншими діячами культури, починає систематично виступати на сторінках «Украинского вестника» з перекладними й оригінальними творами різних жанрів. Виступи письменника в «Украинском журнале» свідчать про пошуки нової естетики. Крім двох віршів «Чаяние души христианской» та перекладу уривка з поеми «Суд Любуши» — «Царский стол (Древнєє чешское предание)», Гулак-Артемовський опублікував там перекладні статті «О поэзии и красноречии», «О поэзии и красноречии на Востоке» (продовження першої) і «О поэзии и красноречии в древних и в особенности у греков и римлян».
Був одним з лідерів гуртка Харківських романтиків.
Петро Гулак-Артемовський ввів в українську літературу жанр романтичної балади. Його кращі твори українською мовою написані в дусі естетики просвітницького реалізму.
В історії української літератури значення Гулака-Артемовського визначається його положенням наступного за Котляревським поета, який, використовуючи творчі методи останнього (бурлеск, травестія), спробував ввести в українську літературу низку нових жанрів (балади: «Твардовський» (опублікована в журналі «Славянин» в 1827 році), «Рибалка»).
З кінця 20-х pp. Гулак-Артемовський відходить від активної літературної діяльності, пише лише принагідне, здебільшого у зв'язку з пам'ятними подіями в його службовому і родинному житті.
Помітну увагу приділяє Гулак-Артемовський питанням міжслов'янських мовно-літературних взаємин, фольклорно-етнографічному вивченню слов'янських народів. Показовою з цього погляду є складена ним «Инструкция в руководство г. адъюнкту Срезневскому по случаю назначаемого для него путешествия по славянских землях с целию изучения славянских наречий и их литературы» (1839).

## Ушанування

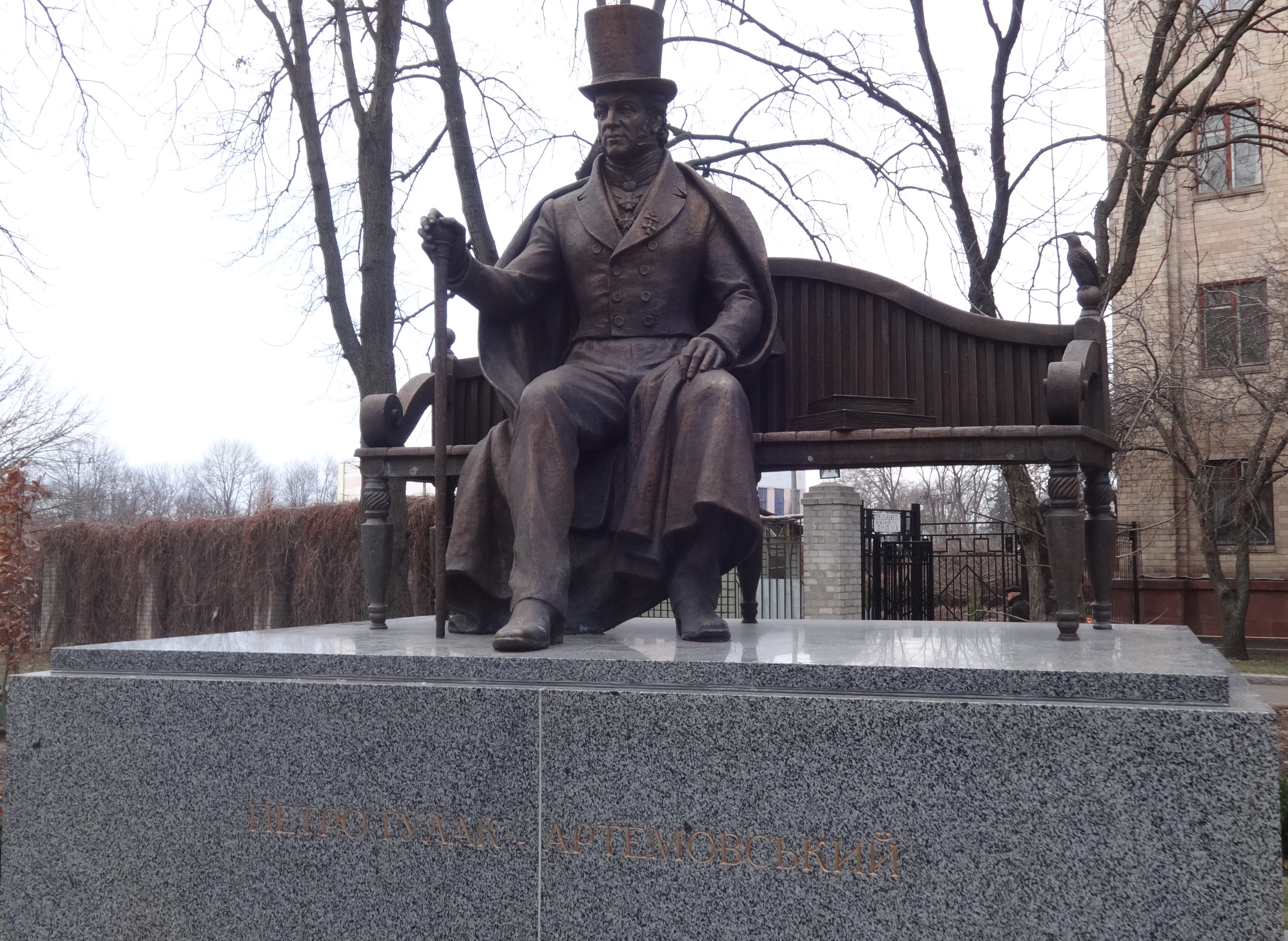
Пам'ятник Гулаку-Артемовському в Харкові

На честь 213-річчя від дня заснування Харківського національного університету поблизу університету встановлено пам'ятник авторства Олександра Рідного.
В багатьох населених пунктах України є вулиця Гулака-Артемовського, у Києві є вулиця Гулаків-Артемовських.

## Твори
- Батько та син (1827)
- Дві пташки в клітці [Архівовано 26 січня 2019 у Wayback Machine.] (1827)
- Пан та собака [Архівовано 26 січня 2019 у Wayback Machine.] (1818)
- Справжня добрість [Архівовано 26 січня 2019 у Wayback Machine.] (1817)
- Цікавий і мовчун [Архівовано 26 січня 2019 у Wayback Machine.] (1820)
- Рибалка (1827)

### Вибрані твори
- Гулак-Артемовський П. Твори / П. Гулак-Артемовський ; ред., вступ. ст. та прим. І. Айзенштока. — Харків: Держ. вид-во України, 1927. — 383 с., 1 арк. портр. — (Бібліотека українських класиків). [Архівовано 17 січня 2021 у Wayback Machine.]
- Гулак-Артемовський П. Вибрані твори / П. Гулак-Артемовський. — Київ: Держ. літ. вид-во, 1939. — 60, 3 с., 1 арк. портр. — (Шкільна бібліотека). [Архівовано 3 листопада 2019 у Wayback Machine.]
- Гулак-Артемовський П. Пан та собака: (байка) / П. Гулак-Артемовський. — Харків: Укр. держ. вид-во, 1944. — 12 с. [Архівовано 24 січня 2021 у Wayback Machine.]
- Гулак-Артемовський П. Вибрані твори / П. П. Гулак-Артемовський. — Київ: Держ. вид-во худож. літ., 1950. — 89 с. : портр. [Архівовано 19 січня 2021 у Wayback Machine.]